# 野性の夜に
『野性の夜に』（やせいのよるに、仏: Les Nuits fauves, 英: Savage Nights）は、1992年に製作されたフランスの映画。シリル・コラール監督。

## ストーリー
シリル・コラール原作の自叙伝的小説の映画化で、自ら監督・脚本・主演を熱演。ゲイでAIDSに感染している主人公が女性との初めての恋愛感情に揺れる模様を描いた作品。シリル・コラールは撮影時に実際にAIDSを発症していて治療風景等は実際のものと思われる。

## キャスト
- ジャン：シリル・コラール
- ローラ：ロマーヌ・ボーランジェ
- ノリア：マリア・シュナイダー
- サミー：カルロス・ロペス
- ローラの母：コリーヌ・ブルー
- ジャンの母：クロード・ウィンター（フランス語版）
- マルク：ルネ＝マルク・ビーニ（フランス語版）
- マリアンヌ：クレマンティーヌ・セラリエ（フランス語版）